# Ballantiophora neglecta
Ballantiophora neglecta là một loài bướm đêm trong họ Geometridae.